# Szawuot
Szawuot (hebr. שבועות = Tygodnie; jid. Szwues) – żydowskie Święto Tygodni (hebr. Chag ha-Szawuot), zwane też Świętem Żniw lub Świętem Zbiorów (hebr. Chag ha-Kacir dosł.: „koniec żniw”), Pięćdziesiątnicą (przez greckojęzycznych żydów określane też Πεντηκοστή; Pentékosté = Ḥag Ḥamishshim Yom), Żydowskimi Zielonymi Świątkami lub Świętem Pierwszych Owoców (lub: Pierwocin; hebr. Jom [Chag] ha-Bikurim), jest jednym z trzech świąt pielgrzymich judaizmu. Obchodzone jest szóstego dnia miesiąca siwan – w pięćdziesiątym dniu po święcie Pesach, na koniec „liczenia omeru”, a w diasporze także przez dzień następny. Szawuot jest uważane za święto kończące obchody Pesach i z tego powodu Talmud i Miszna określają je nazwą Aceret (hebr.: Świąteczne Zgromadzenie).

## Szawuot w Biblii
W opisach biblijnych święto miało charakter rolniczy, określało dzień początku zbiorów pszenicy. Rozpoczęcie żniw w Palestynie wyznaczało święto Pesach i rozpoczynano je wówczas od zbioru jęczmienia. Żniwa trwały siedem tygodni i były okresem radości (por. Jer 24; Iz 2), a kończyły się zbiorem najpóźniej dojrzewającego zboża (pszenicy) w Szawuot. Dlatego w tym dniu, oprócz codziennej ofiary z pokarmów i z płynów, składano w ofierze dwa bochenki chleba (leḥem tenufah – chleby kołysania), upieczone na zakwasie, z dwóch dziesiątych efy świeżej mąki pszenicznej pochodzącej z nowych zbiorów (Kpł 23,17) oraz – zalecaną przez Księgę Liczb (Lb, 28,26–31) – ofiarę przebłagalną w postaci dwóch młodych cielców, barana, kozła oraz siedmiu jednorocznych jagniąt. Księga Kapłańska (Kpł 23,18–19) zalecała nieco inny skład ofiary całopalnej: siedem baranków, dwa barany i jednego cielca, a także ofiarę przebłagalną z koźlęcia i ofiarę biesiadną z dwóch jednorocznych baranków. Praca w tym dniu była zakazana, a Szawuot było jednym z trzech świąt, podczas których mężczyźni wykonywali rytualny taniec wokół ołtarza.

## Talmud
W okresie talmudycznym ukształtowało się upamiętnianie podczas Szawuot nadania Tory Mojżeszowi na górze Synaj. Dlatego nazywane było także Zman mattan Toratejnu (hebr. = Czas nadania naszej Tory). Z tego powodu w rzeczonym dniu w synagogach uroczyście odczytywany jest Dekalog, a także średniowieczny poemat Akdamut i Księga Rut.

## Tradycja
Współczesne obchody święta Szawuot są poprzedzane przez Trzy dni ograniczenia (Szloszet jemej ha-hagbala), które stanowią czas przygotowań do samego święta i pamiątkę nakazanego przez Boga odpowiedniego przygotowania się Żydów do przyjęcia nadanego im Prawa. Obchody święta Szawuot niezmiennie są wiązane ze starożytnymi obyczajami rolniczymi oraz upamiętnieniem nadania Tory. Podczas święta synagogi i domy są przystrajane na zielono – zielenią, kwiatami oraz gałązkami. Część ortodoksyjnych Żydów całą noc spędza na studiowaniu Tory (Tikkun Leil Szawuot), aby być przygotowanym na jej ponowne przyjęcie. Zwyczaj ten wprowadził w XVI wieku rabin aszkenazyjski, znawca i komentator halachy i Talmudu – Salomon ben Jechiel Luria.
Z Szawuot nie są związane szczególne micwy wynikające z Tory. Święto jest oparte na tradycji, lecz znaczna część zwyczajów funkcjonuje w judaizmie na równi z prawami religijnymi. Tradycje odnoszące się do obchodów Szawuot symbolicznie grupuje akronim „acharit” (= ostatni), który utworzony został z pierwszych liter nazw kolejnych zwyczajów:
- Akdamut – odczytanie przed porannym nabożeństwem średniowiecznego aramejskiego poematu o tym tytule, w którym wychwalana jest wspaniałość Boga;
- Chalaw („mleko”) – spożywanie pokarmów pochodzących z mleka. Zwyczaj ma się odwoływać do sytuacji, gdy bezpośrednio po otrzymaniu Tory, żydów obowiązywały zasady koszerności i nie mogli spożyć żadnych, przygotowanych wcześniej potraw mięsnych, mogli spożywać bieżąco przygotowane potrawy na bazie mleka. Chalaw ma także stanowić odniesienie do użytego w Pieśni nad Pieśniami porównania Tory do „miodu i mleka”;
- Rut – odczytanie podczas porannego nabożeństwa Księgi Rut, w której opisywane są wydarzenia rozgrywające się w czasie żniw. Dodatkowym powodem wyboru tej księgi była tradycja talmudyczna, zgodnie z którą król Dawid, będący potomkiem Rut, urodził się i umarł w dniu tego święta;
- Jerek – zwyczaj ozdabiania synagog i domów zielonymi gałązkami. Ma stanowić nawiązanie do tradycji, zgodnie z którą, tuż przed wręczeniem Tory góra Synaj miała się zazielenić i pokryć kwiatami
- Tora – studiowanie Tory podczas świątecznej nocy. Zgodnie z tradycją, podczas odczytywania Tory podczas święta Bóg na nowo przekazuje wiernym przykazania i Torę.

Żydzi świętujący Szawuot w Jerozolimie kończą nocne studiowanie Tory przejściem nad ranem pod Mur Zachodni. Stanowi to nawiązanie do pielgrzymiego charakteru święta.
Tradycyjne pokarmy świąteczne to dania z sera i mleka (na przykład serniki, naleśniki, pierogi z serem), ale także specjalne bochenki z nowego zboża. W średniowieczu w niektórych kahałach podczas Szawuot rozpoczynano nauczanie trzyletnich dzieci w chederze. Judaizm reformowany wprowadził zwyczaj dokonywania konfirmacji dziewcząt podczas tego święta. Szawuot był tradycyjnym dniem organizowania ślubów, które w okresie między Pesach a Szawuot („w czasie liczenia omeru”) były zabronione.